# Emil Schmalfuß
Emil Schmalfuß (* 30. Juli 1946 in Ihlienworth bei Cuxhaven) ist ein deutscher Jurist und Politiker (parteilos). Er war von 2009 bis 2012 Minister für Justiz, Gleichstellung und Integration des Landes Schleswig-Holstein.

## Leben
Nach dem Abitur 1966 studierte Schmalfuß Rechtswissenschaft an den Universitäten in Freiburg im Breisgau und Kiel. Er bestand 1971 das Erste Juristische Staatsexamen und absolvierte im Anschluss das Referendariat in Schleswig-Holstein und Niedersachsen. Nach Ablegung des Zweiten Juristischen Staatsexamens trat er 1974 in den Justizdienst ein und war zunächst als Richter auf Probe beim Landgericht Kiel tätig. Im März 1978 erfolgte dort seine Ernennung zum Richter. Seine Tätigkeit am Kieler Landgericht unterbrach er von Oktober 1984 bis Juni 1985, als er zum Schleswig-Holsteinischen Oberlandesgericht abgeordnet wurde. 1990 wurde er zum Vorsitzenden Richter und 1995 zum Vizepräsidenten des Landgerichts Kiel ernannt, von 2004 bis 2009 war er dessen Präsident.
Der parteilose Politiker amtierte vom 28. Oktober 2009 bis zum 12. Juni 2012 als Minister für Justiz, Gleichstellung und Integration in der von Ministerpräsident Peter Harry Carstensen geführten Regierung des Landes Schleswig-Holstein. Seine Ernennung erfolgte auf Vorschlag der FDP Schleswig-Holstein.
Im Anschluss an seine politische Karriere wurde er Rechtsanwalt einer Kieler Anwaltskanzlei.
Er war verheiratet mit Annelie Schmalfuß († 1. Dezember 2020).